# El desarmadero
El desarmadero es una película de terror psicológico argentina de 2021 dirigida por Eduardo Pinto. Narra la historia de un artista plástico que luego de atravesar un duelo traumático comienza a trabajar en un desarmadero de autos, donde descubrirá que puede conocetarse con el mundo de los muertos. Está protagonizada por Luciano Cáceres, Pablo Pinto, Clara Kovacic, Malena Sánchez y Diego Cremonesi.
La película tuvo su estreno mundial el 20 de noviembre de 2021 en el Festival Internacional de Cine de Mar del Plata; mientras que tuvo su estreno limitado en las salas de cines de Argentina el 6 de octubre de 2022.

## Sinopsis
La historia se centra de Bruno, un artista plástico que primeramente se ve atravesado por una tragedia familiar que lo lleva a tener que ser internado en un hospital psiquiátrico para tratar sus alucinaciones. Durante su estadía allí logra sobrellevar el inesperado golpe emocional y las autoridades del hospital deciden otorgarle el alta. Luego de su salida, Bruno acude a su amigo Roberto, quien le ofrece un trabajo en su desarmadero de autos, donde descubrirá que cada auto tiene su propia historia, incluyendo una que lo involucra directamente a él. De esta manera, reaparecen los fantasmas del pasado y deberá decidir si prefiere estar en el mundo de los vivos o el de los muertos.

## Elenco
- Luciano Cáceres como Bruno
- Pablo Pinto como Roberto
- Clara Kovacic como Isabel
- Malena Sánchez como Médica psiquiatra
- Diego Cremonesi como «Ojoloco»
- Fernando Pérez como Enfermero
- Amelia Cáceres Currá como Lu

## Recepción

### Comentarios de la crítica
Alejandro Lingenti de La Nación calificó a la cinta como «buena», diciendo que «El desarmadero se vale de los recursos del thriller psicológico y el cine de terror para abordar asuntos espesos que logra anudar con criterio». Ezequiel Boetti de Página/12 puntuó a la película con un 6, resumiendo que el protagonista se sitúa «en un ambiente por momentos claustrofóbico, pero sin perder de vista una realidad de crisis y marginalidad». Celina Demarchi de La Izquierda destacó la interpretación de Cáceres, resaltando que «con precisión y talento, encarna un hombre desesperado, angustiado, que grita que no está loco, que está solo».
En una reseña para Solo fui al cine, Bruno Calabrese escribió que «El desarmadero es una propuesta de terror psicológico intensa y controlada con precisión» y que Cáceres ofrece «una soberbia actuación». Emiliano Basile de Escribiendo cine elogió el trabajo del director, asegurando que «Eduardo Pinto sigue los tópicos del género de fantasmas de manera eficaz, con el uso de algunos clichés también, y mucho diseño visual y sonoro para hacer efectivos los sustos y crear imágenes siniestras».

### Premios y nominaciones
| Lista de premios y nominaciones | Lista de premios y nominaciones                                     | Lista de premios y nominaciones          | Lista de premios y nominaciones | Lista de premios y nominaciones | Lista de premios y nominaciones |
| Año                             | Organización                                                        | Categoría                                | Nominado/a(s)                   | Resultado                       | Ref(s)                          |
| ------------------------------- | ------------------------------------------------------------------- | ---------------------------------------- | ------------------------------- | ------------------------------- | ------------------------------- |
| 2021                            | Buenos Aires Rojo Sangre                                            | Mejor director                           | Eduardo Pinto                   | Ganador                         | [ 11 ]                          |
| 2021                            | Buenos Aires Rojo Sangre                                            | Premio APIMA – Mejor producción nacional | El desarmadero                  | Ganador                         | [ 11 ]                          |
| 2022                            | Festival Internacional de Cine Fantástico y de Terror de Sant Cugat | Mejor director                           | Eduardo Pinto                   | Ganador                         | [ 12 ]                          |
| 2022                            | Festival Internacional de Cine Fantástico y de Terror de Sant Cugat | Mejor actor                              | Luciano Cáceres                 | Ganador                         | [ 12 ]                          |
| 2022                            | Festival Internacional de Cine Fantástico y de Terror de Sant Cugat | Mejor música                             | Manuel Pinto                    | Ganador                         | [ 12 ]                          |
| 2022                            | Festival de Cine Nacional Leonardo Favio                            | Mención especial                         | El desarmadero                  | Ganador                         | [ 13 ]                          |
| 2022                            | Premios Sur                                                         | Mejor actriz revelación                  | Clara Kovacic                   | Nominada                        | [ 14 ]                          |
| 2023                            | Premios Cóndor de Plata                                             | Revelación femenina                      | Clara Kovacic                   | Nominada                        | [ 15 ]                          |